# Acacia kydrensis
Acacia kydrensis är en ärtväxtart som beskrevs av Mary Douglas Tindale. Acacia kydrensis ingår i släktet akacior, och familjen ärtväxter. Inga underarter finns listade i Catalogue of Life.